# Corpus iuris civilis
Il Corpus iuris civilis o Corpus iuris Iustinianeum (529-534), in italiano Corpus (o Corpo) Giustinianeo, è la raccolta di materiale normativo e giurisprudenziale di diritto romano, voluta dall'imperatore romano d'oriente Giustiniano I (imperatore dal 527 al 565) per riordinare il sistema giuridico dell'Impero.
L'opera fu redatta e completata in un tempo relativamente breve grazie al lavoro del giurista più importante dell'Impero, ossia Triboniano, la cui opera fu fondamentale nella riorganizzazione e definitiva sistemazione delle leggi all'interno del Corpus. Ha rappresentato per secoli la base del diritto comune europeo, sino agli inizi del XIX secolo quando venne considerato superato dal Codice napoleonico.

## Storia

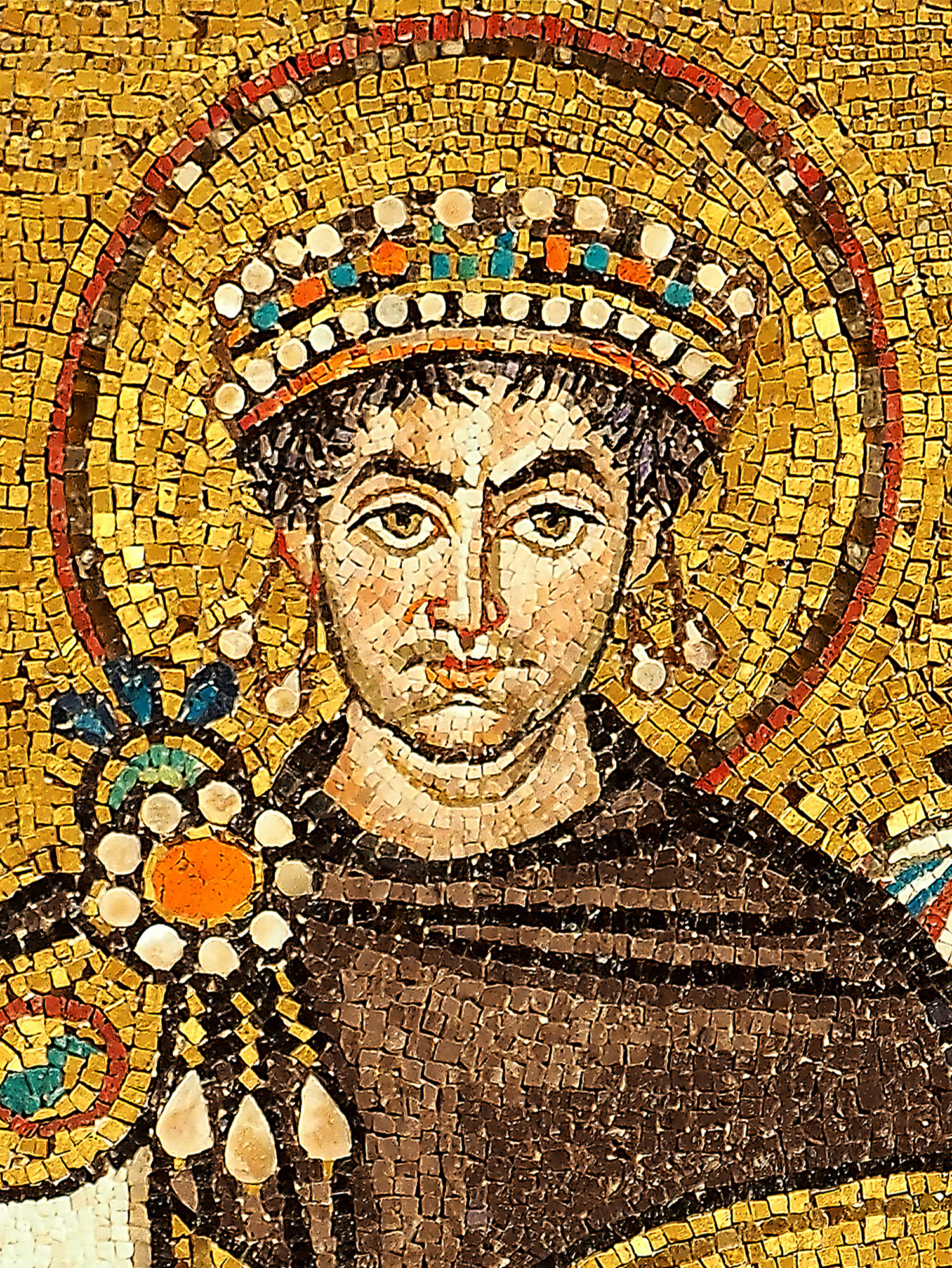
Giustiniano raffigurato su un mosaico in San Vitale a Ravenna

Il Corpus rimase per secoli l'architrave (almeno teorico) del diritto dell'Impero romano d'Oriente, com'è dimostrato indirettamente dall'ampia diffusione dell'Ecloga. L'Ecloga era una versione riassunta, tradotta in greco e parzialmente modificata del Corpus, fatta predisporre dall'imperatore Leone III Isaurico tra il 726 e il 741 per la conoscenza e l'applicazione pratica del Corpus da parte dei funzionari dell'Impero.
In occidente, nei Regni romano-germanici, la vigenza diretta del Corpus fu limitata ai territori di tempo in tempo posti sotto il dominio romano-orientale. Tuttavia, nel XII secolo esso fu riscoperto da Irnerio, iniziatore della scuola bolognese, che iniziò a studiarlo e a riadattarlo alla realtà a sé contemporanea tramite note a margine (glossae), in ciò seguito dai suoi allievi. Tale riscoperta del Corpus ne fece il fondamento del diritto comune all'Europa occidentale del secondo Medioevo e della prima Modernità (ius commune), determinando una marginalizzazione progressiva del diritto feudale egemone presso i previgenti Regni romano-germanici.
Nel Medioevo una copia delle Pandette, un'antologia giuridica che costituisce una parte del codice, secondo la leggenda era conservato ad Amalfi e fu in seguito asportata dai Pisani come bottino di guerra. Dal XII secolo è stata conservato a Pisa nella chiesa di San Pietro in Vinculis come un tesoro fino al 1406, quando i Fiorentini, occupata Pisa, lo portarono a Firenze. Attualmente il Codex Pisanus è conservato nella Biblioteca Laurenziana di Firenze.

## Contenuto e struttura
L'opera fu iniziata poco dopo l'ascesa dell'imperatore Giustiniano e proseguì fino alla sua morte. Lo scopo della sua redazione fu essenzialmente religioso, come espressamente riconosciuto nella costituzione programmatica Deo auctore, del 530, che apre la silloge dei Digesta, o nella costituzione Haec quae necessario, del 529, che introduce la raccolta del Codex (emanato "in nomine Domini nostri Iesu Christi"): lo stesso imperatore definì se stesso uomo "iuris religiosissimus", "religiosissimo del diritto" (const. Imperiatoriam maiestatem pr.), e asserì che le pronunce dei giuristi raccolte nei Digesti avrebbero dovuto essere considerate come emanate "a nostro divino ore profusa", scaturenti "dalla divina bocca dell'imperatore". Le attività di ricerca e selezione del materiale e la compilazione furono condotte da una commissione, comprendente giuristi, divisa in tre sottocommissioni con l'incarico di spogliare le antiche opere dei giuristi appartenenti ai tre generi letterari tradizionali della giurisprudenza, in particolare Triboniano.
È composto da:
- le Istituzioni (in latino Institutiones), opera didattica in quattro libri destinata a coloro che studiavano il diritto sul modello delle Istituzioni scritto dal giurista romano Gaio;
- il Digesto (Digestum), o Pandette (Pandectae), antologia in 50 libri di frammenti estrapolati (non senza modifiche) dalle opere giuridiche dei più eminenti giuristi della storia di Roma;
- il Codice (Codex), raccolta di costituzioni imperiali da Adriano allo stesso Giustiniano I;
- le Novelle (Novellae Constitutiones), raccolta di costituzioni emanate da Giustiniano dopo la pubblicazione del Codice, fino alla sua morte.

I primi tre testi sono scritti in latino, mentre l'ultimo, le Novelle, è scritto parte in latino e parte in greco.

## Edizioni
L'edizione più importante del Corpus iuris civilis, comunemente impiegata anche come base delle traduzioni nelle lingue moderne, è quella curata da Theodor Mommsen, Paul Krüger, Rudolf Schöll e Wilhelm Kroll (Corpus Iuris Civilis, I-III, Berlin, Weidmann, 1872-1895):
1. Institutiones, recogn. Paul Krüger; Digesta, recogn. Theodor Mommsen, 1872;
2. Codex Iustinianus, recogn. Paul Krüger, 1892;
3. Novellae Constitutiones, recogn. Rudolf Schöll (†) et Wilhelm Kroll, 1895.

Altre edizioni:
- Gregor Haloander, Corpus Iuris civilis, Venezia, 1529.
  -  Gregor Haloander, Corpus Iuris civilis, Paris, Charlotte Guillard, 1540.

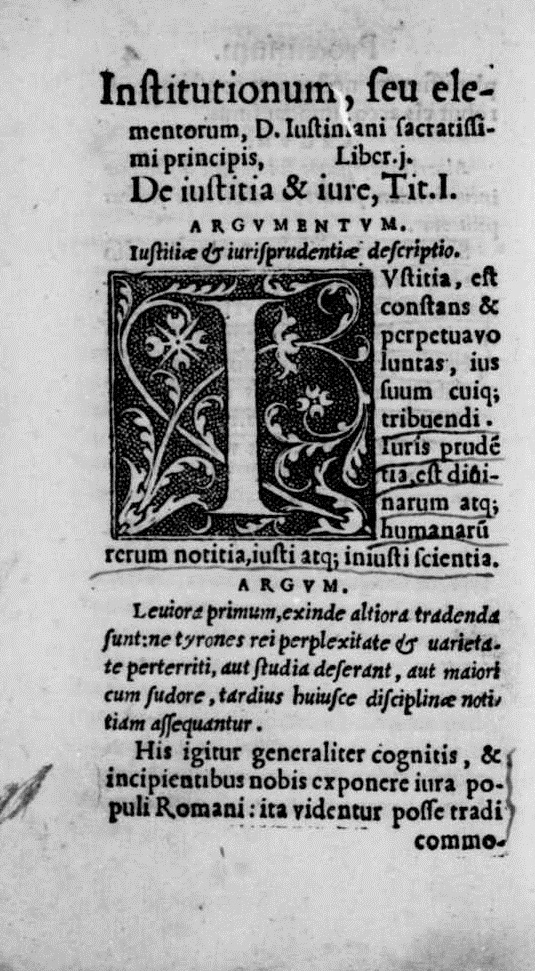
Edizione del 1540 del Corpus Iuris civilis a cura di Gregor Haloander